# Rodney Martin (athlétisme)
Pour les articles homonymes, voir Rodney Martin.
Rodney Martin (né le 22 décembre 1982) est un athlète américain, spécialiste du sprint.
Il a terminé 7e du 200 m de la « World Athletics Final » de 2006 et 4e de la finale du 200 m aux Championnats du monde d'athlétisme 2007, avec un nouveau record personnel de 20 s 06.

## Palmarès

### Championnats du monde d'athlétisme
- Championnats du monde d'athlétisme de 2007 à Osaka ( Japon)
  - 4e sur 200 m
  -  1er sur 4 x 100 m (a participé aux séries)

### Meilleures performances
- 100 mètres - 9 s 95 (2008)
- 200 mètres - 19 s 99 (2008)
- 4 x 100 m : 38 s 10 (2007) en demi-finale des Championnats du monde